# Membranipora similis
Membranipora similis är en mossdjursart som beskrevs av Liu 1992. Membranipora similis ingår i släktet Membranipora och familjen Membraniporidae. Inga underarter finns listade i Catalogue of Life.